# Let It Be (Laibach)
Let It Be è un album in studio del gruppo musicale sloveno Laibach, pubblicato nel 1988.

## Il disco
Si tratta di un disco di cover dell'album Let It Be dei Beatles del 1970. Esso è stato registrato nello stile del gruppo con ritmi e cori militari, anche se alcune tracce si discostano da questa formula, come Across the Universe, che vede la collaborazione di Anja Rupel dei Videosex. 
La "title-track" Let It Be è omessa, mentre la canzone Maggie Mae è stata sostituita dalla canzone popolare tedesca Auf der Lüneburger Heide in combinazione con Was gleicht wohl auf Erden.
For You Blue inizia con Crescent Moon March di Moondog, che viene successivamente utilizzata come contro-melodia. One After 909 contiene una piccola porzione di Smoke on the Water, canzone originariamente interpretata dai Deep Purple.
Il produttore del disco è stato Bertrand Burgalat.

## Tracce
Testi e musiche di John Lennon e Paul McCartney, eccetto dove indicato.

1. Get Back – 4:25
2. Two of Us – 4:04
3. Dig a Pony – 4:40
4. I Me Mine (George Harrison) – 4:41
5. Across the Universe – 4:15
6. Dig It (Lennon, McCartney, Harrison, Richard Starkey) – 1:32
7. I've Got a Feeling – 4:34
8. The Long and Winding Road – 1:49
9. One After 909 – 3:20
10. For You Blue (Harrison, Hardin) – 5:10
11. Maggie Mae (Auf der Lüneburger Heide & Was gleicht wohl auf Erden) (musica: Ludwig Rahlfs) – 3:41